# 존 레지스
Request error occurred:
존 폴 린든 레지스(John Paul Lyndon Regis, MBE, 1966년 10월 13일 ~ )는 은퇴한 영국의 단거리달리기 선수이다.

## 생애

### 육상 경력
런던 루이셤구에서 태어난 레지스는 1986년 자신이 아직도 10대 시절 동안에 국제 수준에서 성공하는 데 일관성이 부족하였어도 유럽에 의하여 인정된 그해의 가장 빠른 200m 기록을 세웠다. 이 일은 이듬해를 변화시켰고 로마에서 열린 세계 육상 선수권 대회에서 200m 결승전을 이끌었으나 동메달에 그쳤다.
레지스는 1988년 서울 올림픽에서 준결승전을 통과하지 못하였으나 400m 릴레이 팀의 일원으로서 은메달을 땄다. 그는 1989년 200m 세계 실내 선수권 타이틀을 우승하고, 그러고나서 아마 1990년 자신의 최고 시즌을 가졌을 것이다. 그해 오클랜드에서 열린 코먼웰스 게임에서 잉글랜드를 대표하여 릴레이 금메달과 200m 경주 은메달을 획득하면서 시작한 그는 단 하나의 유럽 선수권 대회에서 4개의 메달(200m와 1600m 릴레이 금메달, 400m 릴레이 은메달, 100m 동메달)을 획득하는 데 첫 선수가 되었다.
자신이 드물게 개인적 400m를 달렸어도 레지스는 영국 1600m 릴레이 팀의 가치적인 일원이 되어 그들이 1991년 세계 육상 선수권 대회에서 우승하고, 1992년 바르셀로나 올림픽에서 동메달을 따는 데 도움을 주었다.
1993년 세계 육상 선수권 대회에서 다시 200m 타이틀에 가까이 왔으며, 20초의 기록을 깼어도 그는 나미비아의 프랭키 프레더릭스에게 패하여 2위를 하였다. 레지스는 400m 릴레이에서 또다른 은메달을 추가하였다.
1994년 7월 고도에서 영국 기록을 깼으나 부상으로 유럽 선수권 대회를 놓치고, 그해 코먼웰스 게임에서 다시 프레더릭스에게 패하였다.
이듬해 예테보리에서 열린 세계 육상 선수권 대회에서 200m 결승전에 도달하였으나 부상과 위기르 겪기 시작하고, 1998년 쿠알라룸푸르에서 열린 코먼웰스 게임에서 메달 시상대로 돌아왔으며 랭킹의 정상 근처의 그의 전성기는 서서히 종말로 왔다.

### 은퇴 후
자신의 스포츠 경영 비지니스에 집중하기 전에 레지스는 2002년 동계 올림픽에서 4인승 봅슬레이 팀으로 이루는 데 비성공적 시도를 만들었다. 그는 자신 소유의 회사를 확장하기 전에 너프 리스펙트 중개점에서 린퍼드 크리스티와 파트너였다.
레지스 가족은 그에게 추가로 스포츠맨 혹은 스포츠우먼의 수를 포함한다. 조카딸 야스민이 세단뛰기 선수로서 영국을 대표하는 동안 부인 제니 스타우트는 동료 올림픽 릴레이 메달리스트이다. 사촌 시릴 레지스는 1980년대에 잉글랜드 축구 국가대표팀 선수였고, 다른 사촌 데이브 레지스도 프로 축구 선수였다.